# Bombardement de Cabra
Le bombardement de Cabra est une frappe aérienne républicaine qui a eu lieu à Cabra, dans la province de Cordoue en Andalousie, le 7 novembre 1938, pendant la guerre civile espagnole. Ce raid aérien a fait 109 morts et plus de 200 blessés.

## Contexte
Tout au long de 1938, les Forces aériennes de la République espagnole (Fuerza Aerea de la República Española ou FARE) a effectué des bombardements aériens contre les villes tenues par les franquistes (dont Séville et Valladolid), en représailles au bombardement de villes républicaines comme Barcelone, Alicante et Granollers.

## Le bombardement
Le 7 novembre 1938, trois bombardiers Tupolev SB des FARE ont bombardé la ville de Cabra. Cette frappe aérienne a été menée dans la croyance que des troupes mécanisées italiennes étaient stationnées dans le village. Une fois au-dessus de la cible, les pilotes ont confondu les auvents du marché avec des tentes militaires. Une des bombes de 200 kilogrammes est tombée sur le marché de la ville, tuant des dizaines de civils. Les avions ont largué au total six tonnes de bombes. La plupart des bombes ont explosé dans le marché et dans les quartiers ouvriers. Il y a eu entre 101 et 109 civils tués, et 200 blessés. L’artillerie antiaérienne nationaliste a été prise totalement par surprise et a réagi trop tard.

## Répercussions
Le bombardement de Cabra a été le raid le plus meurtrier effectué par les forces aériennes républicaines pendant la guerre.